# 贝尼法伊罗德莱斯瓦利斯
贝尼法伊罗德莱斯瓦利斯，是西班牙巴伦西亚自治区巴伦西亚省的一个市镇。总面积4平方公里，总人口1898人（2001年），人口密度475人/平方公里。